# Javier Sagrera
Javier Sagrera Pont (Torroella de Montgrí, 12 januari 2004) is een Spaans autocoureur.

## Carrière

### Karting
Sagrera maakte zijn autosportdebuut in het karting. In 2017 maakte hij zijn internationale debuut, alhoewel zijn beste resultaat dat jaar een tweede plaats in de juniorcategorie van het Spaans kampioenschap was. In 2018 stapte hij over naar de seniorcategorie, waarin hij derde werd in het nationaal kampioenschap. Hij bleef tot 2019 actief in het karting.

### Formule 4
Aan het eind van 2019 stapte Sagrera over naar het formuleracing en maakte hij zijn Formule 4-debuut in het Spaans Formule 4-kampioenschap in het laatste raceweekend op het Circuit de Barcelona-Catalunya voor MOL Racing, het team van Miguel Molina. In 2020 reed hij in de eerste vier raceweekenden van het kampioenschap, waarin een achtste plaats in de seizoensopener op het Circuito de Navarra zijn beste resultaat was. Met 8 punten werd hij twintigste in de eindstand.

### GB3
In 2021 reed Sagrera zijn eerste volledige seizoen in het formuleracing in het GB3 Championship bij het team Elite Motorsport. In het eerste raceweekend op Brands Hatch behaalde hij zijn enige podiumfinish van het seizoen. Met 265 punten werd hij tiende in de eindstand. In 2022 stapte hij over naar Carlin en stond hij op het Snetterton Motor Racing Circuit eenmaal op het podium. Met 257,5 punten steeg hij naar de negende plaats in het eindklassement.
In 2024 keerde Sagrera eenmalig terug in de GB3 tijdens het weekend op de Hungaroring bij het team Chris Dittmann Racing. Hij eindigde de races als achttiende, veertiende en negentiende.

### Eurocup-3

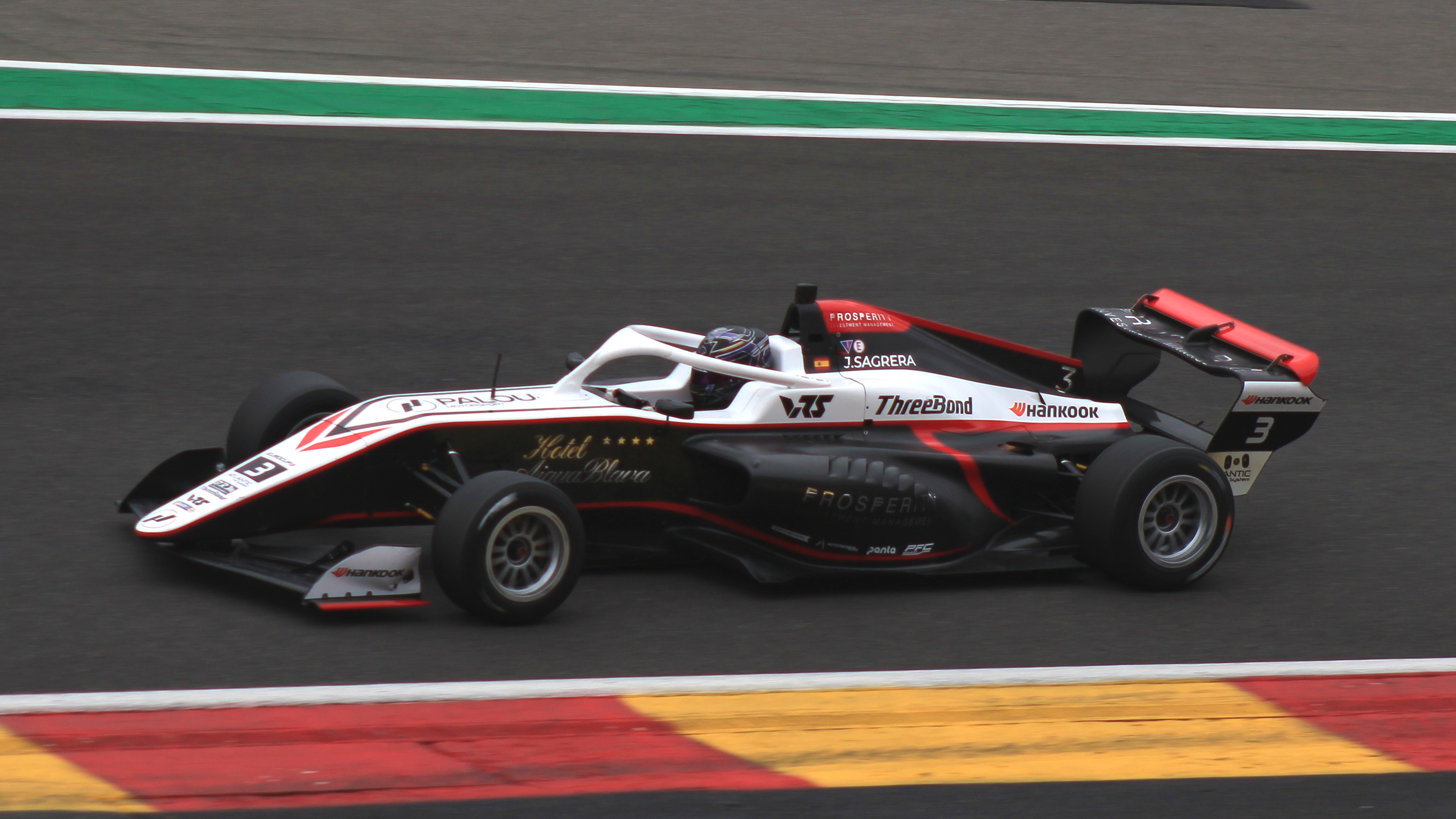
Javier Sagrera op het Circuit de Spa-Francorchamps in 2023.

In 2023 stapte Sagera over naar de Eurocup-3, waarin hij voor Palou Motorsport reed. Hij behaalde drie podiumplaatsen op het Circuit de Spa-Francorchamps, het Autodromo Nazionale Monza en het Circuito Permanente de Jerez. Hij miste de laatste twee raceweekenden omdat hij door MP Motorsport werd opgeroepen om in de laatste twee ronden van het Formula Regional European Championship als gastcoureur te rijden. Met 89 punten werd hij achtste in de eindstand.
In 2024 bleef Sagrera actief in de Eurocup-3 en stapte hij ook hier over naar MP Motorsport. Hij won vier races: twee op het Circuit Zandvoort en een op zowel Spa-Francorchamps als het Motorland Aragón. Daarnaast stond hij nog zes keer op het podium. Hij was gedurende het hele seizoen met Christian Ho verwikkeld in de strijd om de titel. Hij scoorde 250 punten en werd in eerste instantie gekroond tot kampioen in de klasse. In februari 2025 kreeg Ho alsnog de titel in handen nadat een straf voor een andere coureur ervoor zorgde dat hij een extra zege in handen kreeg, waardoor hij genoeg punten had om Sagrera in de eindstand in te halen. Sagrera werd zodoende tweede in het klassement.

### Formule 3
In 2025 debuteert Sagrera in het FIA Formule 3-kampioenschap bij het team AIX Racing.